# Acanthonemus
Ne doit pas être confondu avec genre de plantes Acanthonema.
Ne doit pas être confondu avec genre d'insectes Acanthocnemus
Genre
Espèces de rang inférieur
- Voir paragraphes #Espèces

Acanthonemus est un genre fossile de poissons à nageoires rayonnées de l'ordre des Perciformes et de la famille des Acanthonemidae. 

## Classification
Le genre Acanthonemus est créé en 1833 par le paléontologue suisse et américain Agassiz,.

### Famille
Le genre Acanthonemus est rapporté en 2014 par A. F. Bannikov à la famille également fossile des Acanthonemidae au sein de l'ordre des Perciformes,,.

### Espèces
Selon Paleobiology Database en 2023, le nombre d'espèces référencées est de trois :
- † Acanthonemus bertrandi Agassiz, 1834
- † Acanthonemus filamentosus Agassiz, 1834[6]
- † Acanthonemus subaureus Blainville, 1818[7],[8]

## Découverte et datation

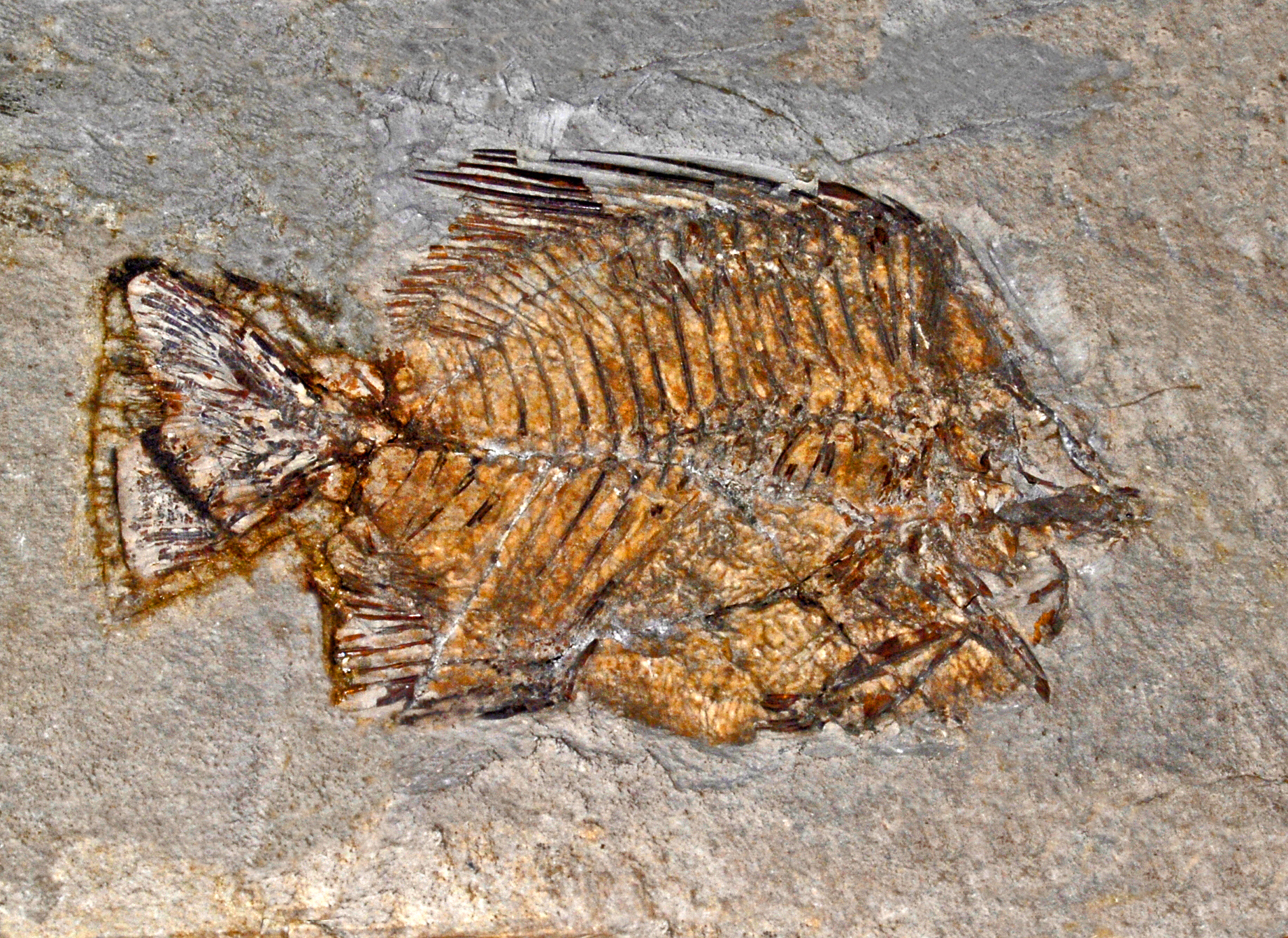
Fossile d'Acanthonemus filamentosus au musée géologique de Bologne (Italie).

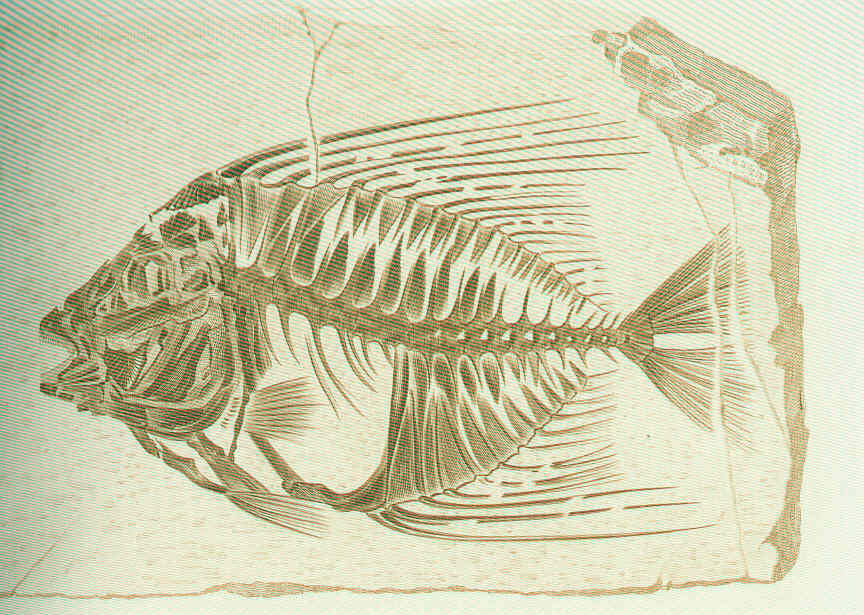
Dessin d'Acanthonemus filamentosus dans le Dictionnaire universel d'histoire naturelle de Charles d'Orbigny en 1849.

Leurs fossiles parfaitement préservés ont été découverts sur le célèbre site paléontologique (Lagerstätte) du Monte Bolca, en Vénétie (Italie). Les espèces ont vécu dans les lagons tropicaux de l'océan Téthys, précurseur de la Méditerranée, au cours de l'Éocène inférieur (Yprésien), il y a environ entre 50,5 et 48,5 Ma (millions d'années),. 
Leurs fossiles ont été décrits dès le début du XIXe siècle par Henri-Marie Ducrotay de Blainville en 1818 et Louis Agassiz en 1834.

### Publication originale
- [1833] Louis Agassiz, Recherches Sur Les Poissons Fossiles, vol. Tome V, Ie Partie (1re livraison), 1833, 17-24 p.